# Stanton Barrett
Stanton Thomas Barrett (ur. 1 grudnia 1972 roku w Bishop w stanie Kalifornia) – amerykański kierowca wyścigowy i kaskader filmowy.
Zdecydowaną większość swojej kariery spędził w NASCAR, przeważnie w serii Busch Series, będącej zapleczem głównego cyklu, Sprint Cup, w którym również zanotował kilkadziesiąt występów. Od momentu debiutu w 1992 roku nigdy nie zaliczył jednak pełnego sezonu startów, gdyż z reguły reprezentował barwy prywatnych zespołów.
W 2009 roku niespodziewanie postanowił dołączyć do cyklu IndyCar Series, lecz po trzech wyścigach i nieudanej próbie zakwalifikowania się do Indianapolis 500 ustąpił miejsca Jaquesowi Lazierowi. Równolegle wciąż występuje w NASCAR.
Oprócz wyścigów samochodowych zajmuje się pracą kaskadera filmowego, czym poszedł w ślady swojego ojca. Do jego specjalności należą m.in. narciarstwo, motocross i skutery śnieżne.